# Drake Hogestyn
Donald Drake Hogestyn (Fort Wayne, 29 settembre 1953 – Los Angeles, 28 settembre 2024) è stato un attore statunitense, conosciuto soprattutto per aver interpretato a lungo il ruolo di John Black nella soap opera Il tempo della nostra vita.

## Biografia
Hogestyn nacque a Fort Wayne, nell'Indiana, dove si laureò alla North Side High School. Frequentò l'Università della Florida Meridionale a Tampa con una borsa di studio per il baseball, cimentandosi in studi preparatori alla scuola per dentisti. Si laureò con una doppia specializzazione in microbiologia e scienze applicate. In seguito fu selezionato da due squadre professionistiche di baseball: i St. Louis Cardinals e i New York Yankees. Hogestyn firmò con gli Yankees e giocò in terza base per uno dei loro vivai fino a quando non si infortunò nel 1978.
Hogestyn iniziò la sua carriera di attore partecipando ad un casting della Columbia Pictures che coinvolse 75.000 persone. Hogestyn fu tra i 30 selezionati, e il suo primo ruolo da protagonista fu nella serie in prima serata Sette spose per sette fratelli. Dopo alcuni ruoli minori (uno come Kort, leader dei Micro Worker nell'episodio 'Principessa Metra' della serie televisiva degli anni '80 Dimensione Alfa), Hogestyn si unì al cast de Il tempo della nostra vita nel 1986. Inizialmente interpretava un uomo misterioso chiamato semplicemente "il Pedone", tuttavia, fu presto rivelato che il Pedone era in realtà il presunto morto Roman Brady. Hogestyn divenne rapidamente il preferito dei fan e godette di molti abbinamenti popolari, il più popolare dei quali fu quello leggendario con la co-star di lunga data Deidre Hall. Nel 1998, mentre recitava in Il tempo della nostra vita, Shelley Long provò a far partecipare Drake insieme a lei in una serie imminente, Kelly, Kelly . Drake era pronto a recitare in entrambe le serie ma quando le riprese dell'episodio pilota di Kelly, Kelly entrarono in conflitto con la sua schedule de Il tempo della nostra vita, il ruolo venne assegnato a Robert Hays.
Nel 1991, Wayne Northrop accettò di tornare in Il tempo della nostra vita per riprendere il suo ruolo di Roman. Per mantenere entrambi gli attori nella serie, la storia di Drake subì un retcon e il suo passato fu riscritto. Nonostante questo cambiamento, Hogestyn rimase uno degli attori più popolari della serie. L'abbinamento tra John Black e Marlena Evans (interpretata da Deidre Hall) è una delle super-coppie più durature della serie.
Il personaggio di John Black, interpretato da Drake, fu "ucciso" la settimana del 15 ottobre 2007. Si diceva che il personaggio fosse ufficialmente morto e che quindi non sarebbe tornato, ma Il tempo della nostra vita ha la reputazione di "uccidere" molti personaggi per poi riportarli indietro. Infatti si scoprì che John non era affatto morto, ma era stato rapito dalla nemesi di lunga data Stefano DiMera. A partire dall'8 gennaio 2008, Drake tornò in Il tempo della nostra vita nel ruolo che aveva creato. Il 17 novembre 2008, Drake, insieme alla sua co-protagonista di lunga data, Deidre Hall, fu rilasciato dalla serie a causa di tagli al budget. Il tempo della nostra vita ha riportato in scena i personaggi di John e Marlena a partire dal 26 settembre 2011.
Hogestyn è morto a Los Angeles il 28 settembre 2024, all'età di 70 anni. In una dichiarazione, la sua famiglia ha rivelato che gli era stato diagnosticato un cancro al pancreas.

## Vita privata
Hogestyn ha sposato il suo amore adolescenziale Victoria. La coppia ha quattro figli: tre figlie, Whitney, Alexandra e Rachael; e un figlio, Ben.

## Riconoscimenti
- Soap Opera Digest Awards premi e nominations:
  - Vincitore, miglior attore (1994)
  - Vincitore, miglior attore (1995)
  - Nomination, miglior attore (1997)
  - Nomination, miglior attore (1998)
  - Nomination, miglior storia d'amore (1998) con Deidre Hall
  - Nomination, miglior coppia (1999) con Deidre Hall
  - Vincitore, miglior coppia (2005) con Deidre Hall

## Filmografia

### Televisione
- Sette spose per sette fratelli – serie TV,  22 episodi (1982-1983)
- Dimensione Alfa (1985)
- Generation – film TV (1985)
- Beverly Hills Cowgirl Blues – film TV (1985)
- Il tempo della nostra vita (soap opera) (John Black - 1986–2007, 2008–09, 2011–13, 2014–2024)
- Criminal Minds – serie TV, un episodio (2018)
- Christmas Tree Lane, regia di Steven R. Monroe – film TV (2020)
- Days of Our Lives: Beyond Salem, regia di Sonia Blangiardo, Noel Maxam e Albert Alarr – miniserie TV (2021-2022)
- Days of Our Lives: A Very Salem Christmas (2021)

## Doppiatori italiani
Nelle versioni in italiano delle opere in cui ha recitato, Drake Hogestyn è stato doppiato da:
- Luciano Roffi in Criminal Minds